# 小野花梨
小野 花梨（おの かりん、1998年〈平成10年〉7月6日 - ）は、日本の女優。東京都出身。所属事務所はアルファエージェンシー。かつてはA.L.C.Atlantisに所属していた。

## 略歴
『おかあさんといっしょ』（NHK Eテレ）に映る画面いっぱいの風船を見て、「あれが欲しい！」と思ったことがきっかけで劇団に入団。
2006年、ドラマ『嫌われ松子の一生』（TBS）で子役としてデビュー。
2008年2月9日公開の『チーム・バチスタの栄光』で映画初出演。同年5月12日スタートのドラマ『CHANGE』（フジテレビ）で月9ドラマ初出演し、初の連続ドラマレギュラー出演。
2016年5月7日、舞台『8月の家族たち August:Osage County』で初舞台出演。
2021年10月16日公開の映画『プリテンダーズ』で長編映画初主演。同年後期のNHK連続テレビ小説『カムカムエヴリバディ』にて朝ドラ初出演。
2022年5月20日公開の映画『ハケンアニメ!』の演技が評価され、2023年に第46回日本アカデミー賞・新人俳優賞を受賞。同年7月8日、テレビ東京系ドラマ24『初恋、ざらり』でテレビドラマ初主演。

## 出演
※主演作品は役名を太字で表記。

### テレビドラマ
- 嫌われ松子の一生（2006年10月、TBS） - あすか（幼少期） 役
- きらきら研修医（2007年1月11日、TBS） - 寺本まゆ 役
- わたしたちの教科書（2007年4月12日 - 6月28日、フジテレビ） - 藍沢明日香（幼少期） 役
- 永遠の1.8秒（2007年2月12日、フジテレビ） - 小林はるか（幼少期） 役
- 水曜ミステリー9「四文字の殺意・ひめごと」（2008年2月6日、テレビ東京） - 深井みづき（幼少期） 役
- わたしが子どもだったころ「音楽評論家 湯川れいこ」（2008年2月6日、NHK BS-hi） - 湯川れいこ（幼少期） 役
- CHANGE（2008年5月12日 - 7月14日、フジテレビ） - 上野あかね 役
- 私の恋と父（2008年7月7日、BS-i）
- ゴンゾウ 伝説の刑事（2008年8月6日 - 27日、テレビ朝日） - 佐伯杏子（幼少期） 役
- 帰ってくるのか!? 33分探偵（2009年3月21日、フジテレビ） - はるか 役
- リセット（2009年4月9日、読売テレビ） - 高津美央子（幼少期） 役
- 犬飼さんちの犬（2011年、東名阪ネット6） - 犬飼幸 役
- 鈴木先生（2011年4月25日 - 6月27日、テレビ東京） - 河辺彩香 役
- 13歳のハローワーク（2012年1月13日 - 3月9日、テレビ朝日） - 五十嵐里奈 役
- TVドラマ60ミニドラマ「ブラウン・カーン」[6]（2013年、NHK総合）
- リーガル・ハイ スペシャル（2013年4月13日、フジテレビ） - 阿部由美子 役
- 島の先生（2013年5月25日 - 6月29日、NHK総合） - 安藤萌果 役
- 都市伝説の女 Part2（2013年11月8日、テレビ朝日） - 野田花菜子 役
- 東京スカーレット〜警視庁NS係（2014年8月12日、TBS） - 岡林春菜 役
- 学校のカイダン（2015年1月10日 - 3月14日、日本テレビ） - 小此木千草 役
- イタズラなKiss2 〜Love in TOKYO（2015年3月 - 4月、フジテレビTWO） - 佐川好美 役
- 忌野清志郎 トランジスタ・ラジオ（2015年12月27日、NHK BSプレミアム）
- AKBホラーナイト アドレナリンの夜（2015年10月22日、テレビ朝日） - あやか 役
- 武道館（2016年2月6日 - 3月26日、フジテレビ・BSスカパー!） - 高木恵理 役
- 世にも奇妙な物語（フジテレビ）
  - '16秋の特別編「ずっとトモダチ」（2016年10月8日） - 舞 役
  - '18秋の特別編「クリスマスの怪物」（2018年11月10日） - 三塚秀美 役
- 俺のセンセイ（2016年12月25日、フジテレビ） - 西奈緒子 役
- ぼくは麻理のなか（2017年10月期、フジテレビ）
- 刑事ゆがみ 第3話（2017年10月26日、フジテレビ） - 真下静香 役[7]
- 兄友（2018年3月26日 - 4月16日、毎日放送 / 3月28日 - 4月18日、TBS） - 西野秋 役[8]
- もみ消して冬～わが家の問題なかったことに～（2018年3月10日・17日、日本テレビ） - 吉田美沙 役
- 崖っぷちホテル!（2018年6月17日、日本テレビ） - 田丸 役[9]
- 山本周五郎ドラマ「さぶ」（2020年1月11日、NHK BSプレミアム）
- ハムラアキラ〜世界で最も不運な探偵〜（2020年2月21日、NHK総合） - 柳瀬綾 役[10]
- ひみつ×戦士 ファントミラージュ!（2020年3月8日、テレビ東京） - 香川エリカ 役
- 親バカ青春白書（2020年8月2日 - 9月13日、日本テレビ） - 衛藤美咲 役[11]
- 56年目の失恋（2020年7月11日、NHK BSプレミアム） - 若林雅代 役[12]
- 共演NG（2020年10月26日 - 12月7日、テレビ東京） - 内田梢 役[13]
- きれいのくに（2021年4月12日 - 5月31日、NHK総合） - 恵理（23歳時） 役[14][15][16]
- ホメられたい僕の妄想ごはん（2021年7月11日 - 9月26日、BSテレ東） - 鮎川智子 役（ヒロイン）[17]
- 連続テレビ小説 カムカムエヴリバディ（2021年11月8日 - 12月22日・2022年4月8日、NHK総合） - 水田きぬ 役[4]、大月花菜 役[18]
- イマジン〜脳がハマるドラマ〜 「斉藤さんとヒカリちゃん」（2021年12月27日、テレビ朝日） - ヒカリ 役（ヒロイン）
- 恋なんて、本気でやってどうするの?（2022年4月18日 - 6月20日、関西テレビ・フジテレビ） - 竹内ひな子 役[19]
- ロマンス暴風域（2022年7月6日 - 8月3日、毎日放送・TBS） - なっちゃん 役（ヒロイン）、工藤遥とWヒロイン[20]
- ほんとにあった怖い話 夏の特別編2022「一言のあやまち」（2022年8月20日、フジテレビ） - 橘桃香 役[21]
- 罠の戦争（2023年1月16日 - 3月27日、関西テレビ・フジテレビ） - 蛍原梨恵 役[22]
- ああ、ラブホテル 〜秘密〜 第1話「運命の2人」（2023年5月19日、WOWOW） - 新田ひまり 役[23]
- 初恋、ざらり（2023年7月8日 - 9月23日、テレビ東京） - 上戸有紗 役、風間俊介とW主演[5]
- ノンレムの窓 2023・冬 第1話「野崎さんの夢」（2023年12月25日、日本テレビ） - 伊藤典子 役[24]
- グレイトギフト（2024年1月18日 - 3月14日、テレビ朝日） - 奈良茉莉 役[25]
- お別れホスピタル（2024年2月3日 - 2月24日、NHK総合） - 辺見佐都子 役[26]
- ユーミンストーリーズ 第3話「春よ、来い」（2024年3月18日 - 21日、NHK総合） - 谷川なりみ 役[27]
- スノードロップの初恋（2024年10月1日 - 12月17日、関西テレビ・フジテレビ） - 望月奈雪 役（ヒロイン）[28]
- 大河ドラマ べらぼう〜蔦重栄華乃夢噺〜 第1回 - 第12回・第17回・第25回・第31回（2025年1月5日 - 8月17日、NHK） - うつせみ[29] → ふく[30] 役
- 私の知らない私（2025年1月9日 - 3月20日、読売テレビ・日本テレビ） - 羽田芽衣 役[31]

### 映画
- チーム・バチスタの栄光（2008年2月9日公開、東宝） - 吉村真菜 役
- 魔法にかけられて（2008年3月14日公開、ウォルト・ディズニー・ピクチャーズ） - モーガン 役
- Sweet Rain 死神の精度（2008年3月22日公開、ワーナー・ブラザース映画） - ミチコ 役
- グーグーだって猫である（2008年9月6日公開、アスミック・エース） - 建夫の友達 役
- 南極料理人（2009年8月8日公開、東京テアトル） - 西村友花 役[32]
- 座頭市 THE LAST（2010年5月29日公開、東宝）
- BOX 袴田事件 命とは（2010年5月29日公開、スローラーナー）
- 犬飼さんちの犬（2011年6月25日公開、AMGエンタテインメント） - 犬飼幸 役
- 映画 鈴木先生（2013年1月12日公開、角川書店 / テレビ東京） - 河辺彩香 役
- 恐竜を掘ろう（2013年2月23日公開、東京テアトル） - 少女 役
- 十五少年漂流記〜海賊島DE!大冒険〜（2013年11月16日公開、アークフィルムズ） - チェリー 役[33]
- 人狼ゲーム ビーストサイド（2014年8月30日公開、AMGエンタテインメント） - 榎本亜希子 役[34]
- 繕い裁つ人(2015年1月31日公開　ギャガ）
- ガールズ・ステップ（2015年9月12日公開、東映） - 小沢葉月 役
- エイプリルフールズ（2015年4月1日公開、東宝） - よしだ 役
- 残穢 -住んではいけない部屋-（2016年1月30日、松竹） - ミステリー研究会の後輩 役[35]
- おじいちゃん、死んじゃったって。（2017年11月4日公開、マグネタイズ / 松竹メディア事業部） - 野村千春 役
- 女々演（2018年3月24日公開、KATSU-do） - 中原胡桃 役
- 兄友（2018年5月26日公開、ティ・ジョイ） - 西野秋 役[8]
- SUNNY 強い気持ち・強い愛（2018年8月31日公開、東宝） - 鰤谷美礼 役
- 無限ファンデーション（2018年11月17日公開、SPOTTED PRODUCTIONS）
- 21世紀の女の子「愛はどこにも消えない」（2019年2月8日公開、ABCライツビジネス）
- 宮本から君へ（2019年9月27日公開、スターサンズ / KADOKAWA） - 中野瑞穂 役
- 僕に、会いたかった（2019年5月10日公開、LDH JAPAN） - 永見千夏 役[36]
- のぼる小寺さん（2020年7月3日公開、ビターズ・エンド） - 田崎ありか 役[37]
- るろうに剣心 最終章 The Final（2021年4月23日公開、ワーナー・ブラザース映画） - 浦村署長の娘 役
- Bittersand（2021年6月25日[38]、ラビットハウス） - 上原亜紗美 役[39]
- プリテンダーズ（2021年10月16日公開、ガイエ） - 花田花梨 役[40]
- 老後の資金がありません!（2021年10月30日公開、東映） [41]
- Ribbon（2022年2月25日公開、イオンエンターテイメント） - 浅川まい 役[42]
- 彼の全てが知りたかった。（2022年3月24日公開、smash.） - 優奈 役[43][44]
- ハケンアニメ!（2022年5月20日公開、東映） - 並澤和奈 役[45]
- ほどけそうな、息（2022年9月3日公開、マグネタイズ） - カスミ 役[46]
- Gメン（2023年8月25日公開、東映） - チーコ 役[47]
- 52ヘルツのクジラたち（2024年3月1日公開、ギャガ） - 牧岡美晴 役[48]
- ミッシング（2024年5月17日公開、ワーナー・ブラザース映画） - 三谷 役 [49][50]
- 片思い世界（2025年4月4日公開、東京テアトル / リトルモア） - 桜田奈那子 役[51][52]
- 長崎-閃光の影で-（2025年8月1日公開、アーク・エンタテインメント） - 大野アツ子 役[53]
- みんな、おしゃべり!（2025年11月下旬公開予定）[54]

### VR映画
- ブルーサーマルVR -はじまりの空-（2018年） - 都留たまき 役

### ドキュメンタリー
- NHKスペシャル 新・ドキュメント太平洋戦争（NHK総合） - 朗読[55]
  - 「1941 第1回 開戦 前編・後編」（2021年12月4日・5日）[56][57]
  - 「1943 国家総力の真実 前編・後編」（2023年8月12日・13日）[58]
  - 「1944 絶望の空の下で」（2024年8月15日）[59]
  - 「1945 終戦」（2025年8月15日）[60]

### WEBドラマ
- フジコ（2015年11月13日 - 12月18日、全6回、Hulu） - フジコ（中・高生）役
- 悪魔とラブソング（2021年6月19日、全8話、Hulu） - 中村亜由 役[61][62]
- ある夜、彼女は明け方を想う（2022年1月8日、Amazon Prime Video）友人 役
- 新聞記者（2022年1月13日配信、Netflix） - 横川繭 役[63]
- 恋に落ちたおひとりさま〜スタンダールの恋愛論〜（2022年3月18日配信、全10話、Amazon Prime） - 小沢あさみ 役[64]
- 透明なわたしたち（2024年9月16日配信開始、ABEMA） - 齋藤風花 役[65]

### 舞台
- 8月の家族たち August:Osage County（2016年5月 - 6月、Bunkamura シアターコクーン / 森ノ宮ピロティホール、トレイシー・レッツ：作 / ケラリーノ・サンドロヴィッチ：上演台本・演出） - ジーン 役[66]
- 岩松了プロデュースvol.3 三人姉妹はホントにモスクワに行きたがっているのか?（2018年1月26日 - 2月4日、下北沢駅前劇場）[67][68]
- 明後日「青空は後悔の証し」（2022年5月14日 - 29日 シアタートラム / 6月4日・5日 梅田芸術劇場 シアター・ドラマシティ）[69]
- Bunkamura Production 2025「おどる夫婦」（2025年4月10日 - 5月4日、THEATER MILANO-Za / 5月10日 - 19日、森ノ宮ピロティホール / 5月24日・25日、りゅーとぴあ 新潟市民芸術文化会館 / 5月31日・6月1日、サントミューゼ 上田市交流文化芸術センター） - りく 役[70]

### PV
- SOPHIA「君と月の光」（2007年）
- 杉恵ゆりか「skirt」（2014年）
- 遊助「君ドリーム 遊turing GReeeeN」（2016年）
- 女王蜂「メフィスト」（2023年）

### ゲーム
- トレジャーリポート 機械じかけの遺産（ニノ）

### CM
- ベネッセコーポレーション 進研ゼミ中学講座「手紙のようなもの」篇（2014年6月 - ） - 進研 恵 役
- 中部電力 販売活動（はじめる部）「寿司でも」篇（2016年10月 - ）
- カルピスウォーター「君と夏の終わり」篇（2017年6月30日 - ）
- リクルート ホットペッパービューティー
  - 「ホットペッパービューティー学割 ある日ふたり。屋上」篇、「ホットペッパービューティー学割 ある日ふたり。教室」篇（2023年2月24日 - ） - 吉川愛と共演[71]
- SMBCコンシューマーファイナンス「プロミス」（2023年9月 - ） - 浜田雅功らと共演[72]
- 大塚製薬 ボディメンテ「THE DAY.」篇（2023年12月22日 - ）[73]

### ラジオ
- おしゃべりな古典教室（2022年4月7日 - 、NHKラジオ第2）
- 若月佑美と工藤遥のMBSヤングタウン（2022年7月18日、MBSラジオ） - 若月の代演

### ラジオドラマ
- FMシアター（NHK-FM）
  - 『姉妹のしまいごと』（2025年8月2日） - 主演・緑 役[74]